# Abelyn Broughton
Abelyn Broughton (3 de mayo de 1983) es una deportista estadounidense que compitió en remo. Ganó dos medallas en el Campeonato Mundial de Remo, en los años 2009 y 2010.

## Palmarés internacional
| Campeonato Mundial | Campeonato Mundial        | Campeonato Mundial | Campeonato Mundial  |
| Año                | Lugar                     | Medalla            | Prueba              |
| ------------------ | ------------------------- | ------------------ | ------------------- |
| 2009               | Poznań (Polonia)          | Medalla de bronce  | Cuatro scull ligero |
| 2010               | Cambridge (Nueva Zelanda) | Medalla de plata   | Cuatro scull ligero |